# Mothman
Ten artykuł dotyczy stworzenia, którego istnienia nie potwierdza współczesna zoologia.
Mothman (pol. człowiek-ćma, rzadziej Birdman, człowiek-ptak, w polskiej literaturze również człowiek-mól) – zagadkowe stworzenie, które według zeznań licznych świadków rzekomo pojawiało się w Wirginii Zachodniej, w szczególności w Point Pleasant i okolicach rzeki Ohio jesienią 1966 i na początku 1967 (John Keel podaje, że ponad 100 osób utrzymuje, iż widziało stworzenie w tym czasie ). Nazwa dotyczy też podobnych istot widzianych w innych miejscach.
Według osób utrzymujących, że spotkały rzekome stworzenie, Mothman miał od 1,8 do 2,5 m wzrostu, błoniaste skrzydła, czarną, brązową lub szarą skórę i ogromne czerwone, świecące oczy opisywane jako podobne do reflektorów rowerowych. Jego rzekomym wizytom miały towarzyszyć dźwięki przypominające pisk myszy, krzyk kobiety lub zgrzyt płyty muzycznej obracanej w przyspieszonym tempie. Według świadków Mothman nie machał skrzydłami ani podczas lotu (z ogromną prędkością), ani wznosząc się w powietrze. Rzekomym spotkaniom miały czasem towarzyszyć zakłócenia sygnału telewizyjnego lub radiowego.
Mothman jest przedmiotem badań kryptozoologii i ufologii. Przez naukę uznawany jest za jeden z elementów folkloru amerykańskiego lub legendę miejską.

## Relacje

### Najwcześniejsze doniesienia

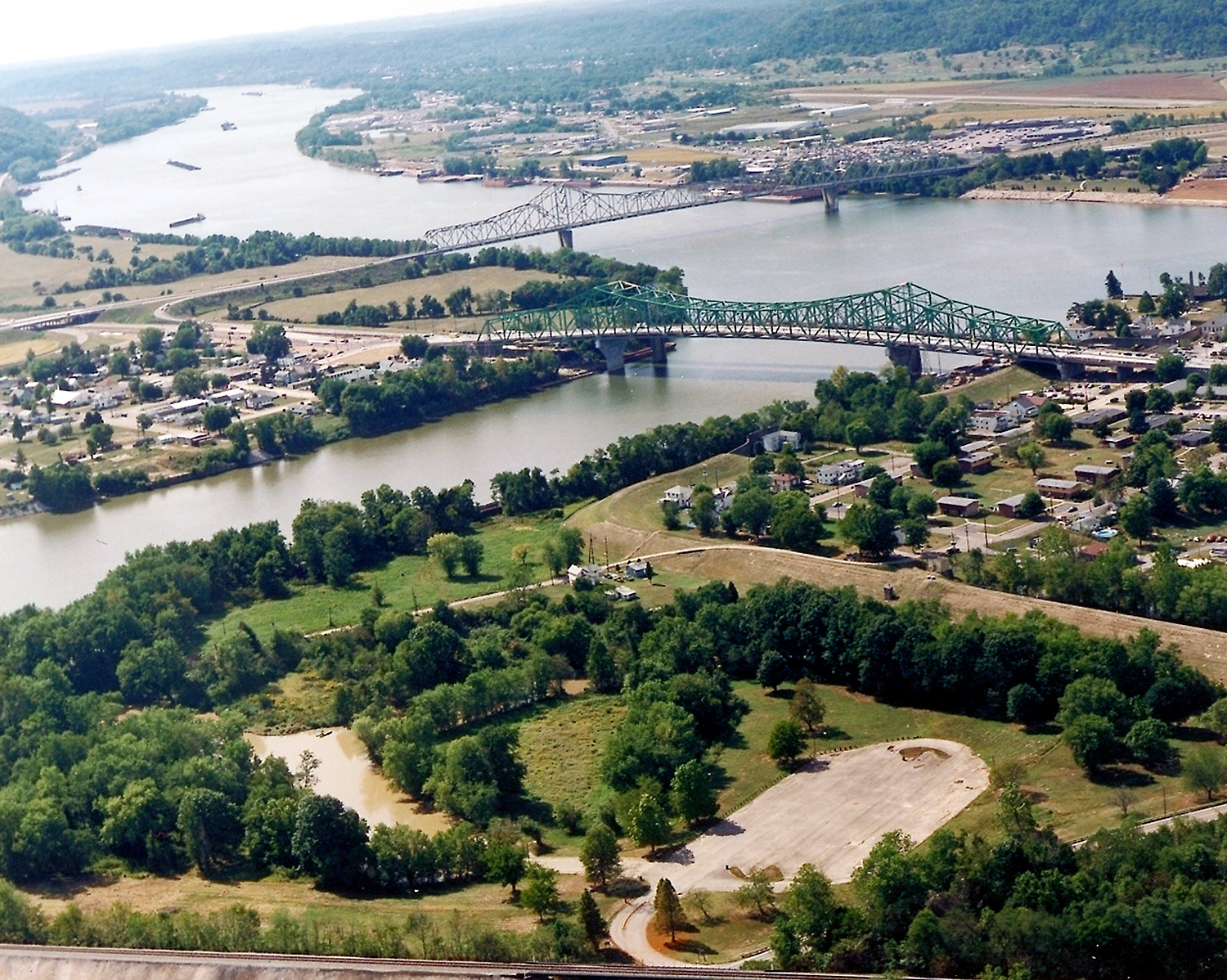
Point Pleasant (w prawym górnym rogu fotografii) znajduje się niedaleko ujścia Kanawha do Ohio

W pierwszej połowie XX wieku duży, ciemnoczerwony ptak o rozpiętości skrzydeł ok. 3,5 metra miał być widziany kilkakrotnie w okolicach rzek Ohio i Kanawha w Wirginii Zachodniej. Te rzekome obserwacje często wiąże się ze sprawą Mothmana.
Najwcześniejsze spotkanie z Mothmanem miało miejsce w 1961. Pewna kobieta, jadąc ze swoim ojcem drogą nr 2 w pobliżu rzeki Ohio, dostrzegła sylwetkę człowieka wchodzącego na drogę. Gdy zwolniła, postać – zgodnie z jej późniejszą relacją – rozwinęła niewidoczne wcześniej skrzydła i odleciała. Kobieta długo nie wspominała nikomu o tym zdarzeniu, twierdząc, że i tak nikt nie uwierzyłby w jej opowieść. W 1965 Mothman miał ukazać się też dziecku, również w pobliżu Ohio River (chłopiec opisał stworzenie jako anioła) oraz w lecie 1966 żonie lekarza, mieszkającej w tej samej okolicy, która zeznała, że dostrzegła „ogromnego motyla”.

### Jesień 1966

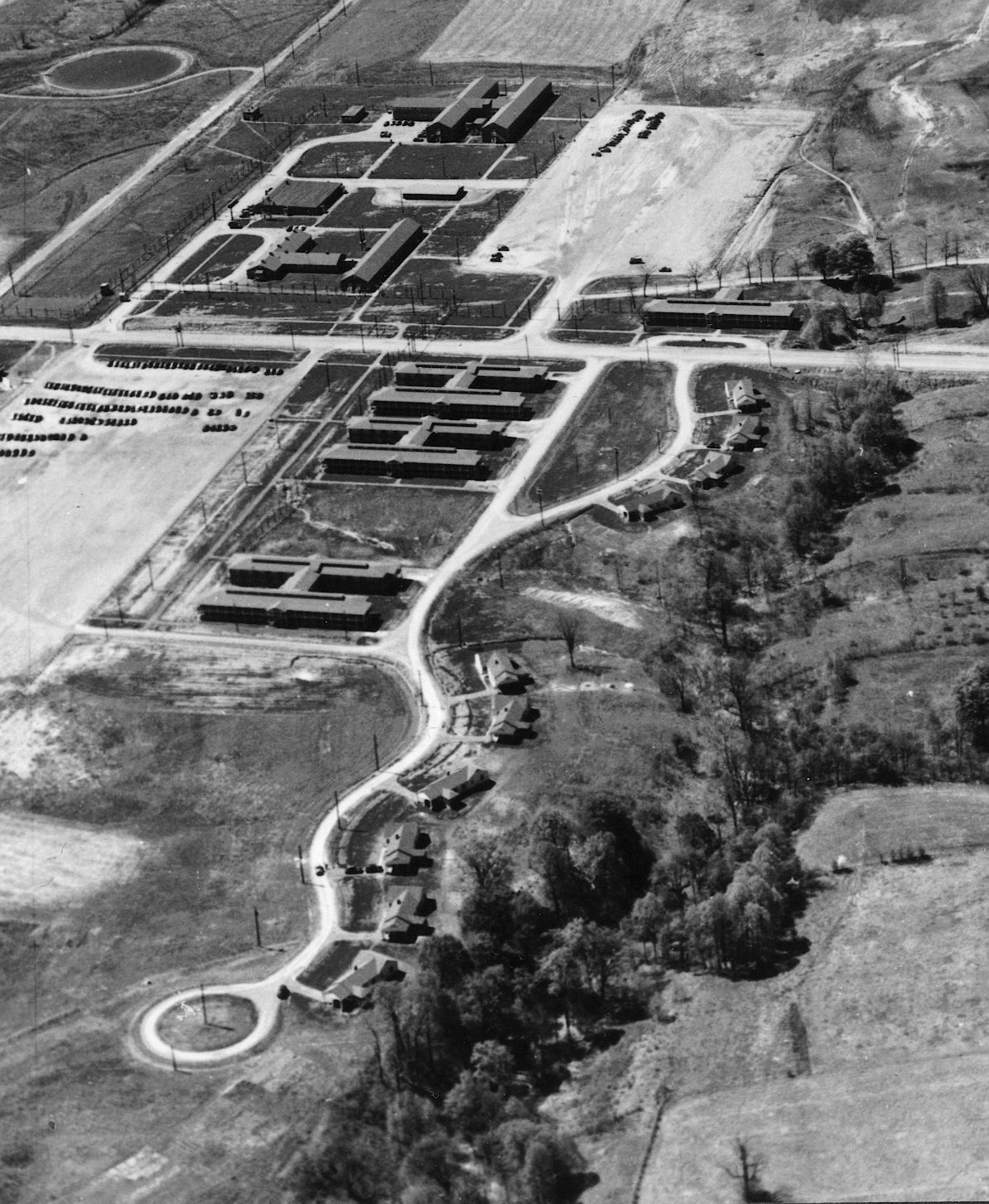
Tereny fabryki trotylu niedaleko Point Pleasant w latach 40. XX wieku, miejsce rzekomych obserwacji Mothmana

Loren Coleman w jednej ze swoich książek poświęconych m.in. Mothmanowi podaje, że 1 września 1966 kilka osób widziało obiekt o ludzkich kształtach unoszący się nad Missisipi, a 1 listopada członek amerykańskiej Gwardii Narodowej miał dostrzec humanoidalną postać na drzewie.
Pierwsze zeznanie o spotkaniu z Mothmanem, które trafiło do prasy, pochodzi od grupy pięciu grabarzy, którzy 12 października 1966 opisali brązowego człowieka ze skrzydłami. Istota miała siedzieć na niedalekim drzewie, a następnie wznieść się w powietrze i przelecieć nad głowami przestraszonych mężczyzn.

Inne dziwne wydarzenie miało miejsce miesiąc później – 15 listopada 1966. Około godziny 22:30 Newell Partridge z Salem (145 km od Point Pleasant) oglądał telewizję, gdy telewizor zgasł, po czym zaczął wyświetlać wzór przypominający rybie ości i wydawać buczący dźwięk (jak stwierdził Partridge – przypominający odgłosy wydawane przez generator). Pies Partridge’a, trzyletni owczarek niemiecki Bandit, ujadał pod domem, więc mężczyzna wziął latarkę i wyszedł sprawdzić, co niepokoi zwierzę. Skierował światło latarki w stronę stodoły, gdzie najwyraźniej kierował się pies, i dostrzegł parę czerwonych oczu, przypominających reflektory rowerowe. Mężczyzna mówił później: 

Gdy byłem dzieckiem, polowałem całe noce i wiem na pewno, jak wyglądają w ciemności oczy zwierząt takich jak szop, pies czy kot w ciemności. Te były zbyt duże. Odległość do stodoły to długość boiska futbolowego. Prawdopodobnie około 150 jardów; a mimo to te oczy wydawały się ogromne, jak na tę odległość .

 Próbował podejść z psem do stodoły, ale sparaliżował go „hipnotyczny, paranormalny strach”. Bandit, pies doświadczony udziałem w wielu polowaniach, pobiegł w kierunku zagadkowego zjawiska i już nie wrócił. Partridge miał tylko usłyszeć pisk zwierzęcia. Resztę nocy mężczyzna spędził w łóżku ze strzelbą w dłoni, a rano znalazł tylko ślady łap psa w okolicy stodoły. Odczytując je, Partridge doszedł do wniosku, że Bandit po dobiegnięciu do budynku zaczął kręcić się w kółko, jakby gonił własny ogon. Zgodnie z relacją mężczyzny było to o tyle dziwne, że pies nigdy wcześniej tego nie robił. Ślady pozostawione przez niego w błotnistym podłożu wskazywały, że przebiegł on z domu w kierunku stodoły, wykonał kilka „kółek” i znikł w zagadkowy sposób . Zwierzę już się nie odnalazło.
Tego samego wieczora dwa młode małżeństwa (Roger i Linda Scarberry oraz Steve i Maria Malette) podróżowały samochodem późnym wieczorem, kiedy – zgodnie z ich relacją – zauważyli oni dziwną sylwetkę w pobliżu opuszczonej fabryki trotylu, około 7 mil na północ od Point Pleasant. Świadkowie mieli dostrzec dwa czerwone światła przypominające oczy, świecące w ciemnościach, jakie panowały wokół starego generatora znajdującego się niedaleko bramy fabryki. Zatrzymali samochód i ze zdziwieniem przekonali się, że obserwują duże zwierzę. Roger Scarberry opisał je jako istotę

o kształcie człowieka, ale większe, wysokie może na sześć i pół lub siedem stóp, z dużymi skrzydłami złożonymi na plecach.

 Dodał także, że stworzenie przypominało człowieka, ale nie miało ramion, jak również głowy. Chodziło niezgrabnie, podobnie jak pingwin. Roger Scarberry stwierdził także, że jego wielkie, czerwone oczy działały na niego hipnotycznie. Mężczyzna nie mógł oderwać od nich wzroku . Przerażeni świadkowie pospiesznie odjechali, poruszając się drogą nr 62. W ostatniej chwili zauważyli, że postać ruszyła w stronę drzwi fabryki. Po jakimś czasie dostrzegli istotę na pagórku przy drodze. Zeznali, że „ptak” rozłożył skrzydła (których rozpiętość ocenili na 10 stóp) i bez wysiłku wzbił się w powietrze i leciał za ich samochodem, nie poruszając skrzydłami. Zgodnie z relacją istota rozwinęła niesamowitą prędkość w tej swoistej pogoni za autem, które poruszało się z prędkością co najmniej 160 km/h. Jadąc minęli na drodze ciało wielkiego psa, ale gdy później wrócili w to miejsce, zwłok już tam nie było (szczegół ten wiązano później z przypadkiem zaginięcia psa Partridge’a, które miało miejsce około 90 minut wcześniej). Stworzenie wciąż podążało za samochodem, wydając przy tym dziwne dźwięki, przypominające pisk „wielkiej myszy”. Odleciało, gdy auto wjechało do Point Pleasant. Przerażone małżeństwa zawiadomiły zastępcę lokalnego szeryfa, Millarda Halsteada, który potraktował te zeznania poważnie. Jak później mówił, nie miał powodów, aby postąpić inaczej: 

Znałem te dzieciaki całe ich życie. Nigdy nie miały żadnych kłopotów i były naprawdę wystraszone tej nocy. Potraktowałem ich poważnie.

 Podczas oględzin okolic fabryki TNT policjant usłyszał w swoim radio dźwięk podobny do płyty obracanej w przyspieszonym tempie, jak również dostrzegł coś, co później opisał jako „cienie krążące” po zakładach. Kilka dni później oba małżeństwa wraz z Halsteadem wróciły w to miejsce w dzień. Loren Coleman podaje, że ujrzeli wówczas coś latającego we wnętrzu bojlera znajdującego się na terenie fabryki. Byli jednak zbyt przerażeni, aby sprawdzić, co to było.
Relacje z tych wydarzeń bardzo szybko zostały spopularyzowane przez prasę. Dziennikarze nazwali rzekome tajemnicze stworzenie Mothman, wzorując się najprawdopodobniej na jednym z wrogów komiksowego superbohatera, Batmana (serial telewizyjny z tą postacią w roli głównej był bardzo popularny w tym czasie), Killer Moth (Zabójcza Ćma). 16 października grupa uzbrojonych mieszkańców Point Pleasant przeszukała tereny fabryki trotylu, poszukując śladów zagadkowego stworzenia. Wyprawa nie zakończyła się sukcesem, ale potwierdzono tylko, że wspomniany obszar jest opuszczony i zniszczony w takim stopniu, iż mógłby być bezpiecznym schronieniem nawet dla dużej istoty.

Tego samego wieczora Raymond Wamsley i Marcella Bennett oraz ich córka Teena składali wizytę przyjaciołom, państwu Ralphowi i Virginii Thomas, mieszkającym w bungalowie znajdującym się niedaleko magazynu wchodzącego w skład kompleksu fabrycznego. Wamsley i Bennett nie zastali swoich przyjaciół, zostali poinformowani przez ich dzieci, że gospodarze są w kościele. Goście opuścili dom, wsiadając do zaparkowanego nieopodal samochodu, gdy – zgodnie z ich słowami – obok pojazdu pojawiła się dziwna postać. Bennett opowiadała później, iż wyglądało na to, że istota leżała na ziemi, a gdy ludzie podeszli do auta, powoli się podniosła. Rzekomy Mothman był duży, szarego koloru, wyposażony w wielkie, świecące na czerwono oczy. Kobieta opisywała go następująco: 

Duża, szara rzecz. Większa niż człowiek, ze strasznymi, świecącymi, czerwonymi oczami.

 Bennett była tak przerażona tym widokiem, że upuściła swoją córeczkę na ziemię. Szybko jednak przyszła do siebie, podniosła dziecko i wraz ze swoim partnerem zaczęła uciekać w kierunku domu. Wamsley zadzwonił na policję, podczas gdy reszta miała słyszeć, jak tajemnicza istota chodziła po werandzie, zaglądając do środka przez okna. Gdy przyjechali policjanci, stworzenia już nie było .
Następne relacje z rzekomych obserwacji Mothmana miały miejsce w kolejnych dniach listopada. Były one bardzo podobne do tych opisanych powyżej. 18 listopada dwaj strażacy zamieszkali w Point Pleasant, Paul Yoder i Benjamin Enochs, dostrzegli dziwne stworzenie. Opisali je jako „wielkie” zwierzę, ale byli zgodni co do tego, że „z pewnością był to ptak”. 24 listopada cztery osoby miały obserwować istotę unoszącą się w powietrzu nad fabryką trotylu.
Jak podaje Coleman, dziesiątki obserwacji dziwnej istoty miały miejsce w przeciągu następnych kilku tygodni. Na przykład pewnego poranka Roy Grose mieszkająca w Cheshire została obudzona przez ujadającego psa i miała ujrzeć wielokolorowy obiekt unoszący się nad czubkami drzew stojących na łące znajdującej się niedaleko jej domu. Tego samego dnia pewien nastolatek prowadzący samochód na drodze nr 7, nieopodal mieszkania Grose, napotkał ogromnego „ptaka”, który unosząc się w powietrzu „zanurkował” i gonił auto chłopaka przez ponad milę .

Opublikowanie w lokalnej i stanowej prasie relacji ze spotkań z Mothmanem sprawiło, że kolejne osoby przyznawały się do podobnych doświadczeń. Na przykład Kenneth Duncan twierdził, że 12 listopada widział coś podobnego do brązowego człowieka szybującego ponad drzewami w Clendenin (Wirginia Zachodnia). Duncan uczestniczył wówczas w kopaniu grobu dla zmarłego teścia. Istota odleciała, zanim zauważyło ją czterech innych mężczyzn pomagających Duncanowi. 20 listopada natomiast pewna para doniosła policjantowi z Charleston, że widzieli oni dużego ptaka niedaleko Ferry Branch. Zgodnie z ich relacją rozpiętość skrzydeł zwierzęcia była większa niż szerokość ich samochodu. Stworzenie miało przelecieć nad autem, usiąść na drzewie i odlecieć. Tego samego dnia grupa nastolatków miała zobaczyć nad Campbells Creek „człowieka-ptaka” . W tym samym czasie ptak wysoki na cztery stopy z czerwonymi półksiężycami pod oczami miał być obserwowany przez Howarda Millera. Jak twierdził, istota wylądowała na garażu dla autobusów w Dixie (hrabstwo Nicholas). Podobne stworzenie miała obserwować Brenda Jones niedaleko Campbell’s Creek. Jak opowiadała – Mothman uciekł przed nią do lasu. Rankiem 25 listopada Thomas Ury z Clarksburga miał zauważyć postać o wysokości sześciu stóp, ze skrzydłami 10-stopowej rozpiętości. Mężczyzna jechał drogą 62, gdy – jak twierdzi – nagle ujrzał istotę stojącą na polu niedaleko drogi. Ury później opisywał to spotkanie w następujący sposób: 

Nagle to rozłożyło parę skrzydeł i odleciało pionowo w górę, jak helikopter. (...) Unosił się nad moim samochodem nawet, gdy jechałem 75 [mil]. (...) Byłem tak przerażony, że nie mogłem iść tego dnia do pracy. To miało rozpiętość skrzydeł na jakieś 10 stóp. To mógł być ptak, ale na pewno nigdy nie widziałem takiego. Bałem się, że zleci wprost na mnie .

26 listopada Ruth Foster zamieszkała w Charleston w Wirginii Zachodniej miała ujrzeć Mothmana stojącego na trawniku przed jej domem. Rzekoma istota znikła, gdy kobieta zawołała swojego szwagra, aby również i on zobaczył to stworzenie. Była to jedyna relacja z obserwacji Mothmana, w której wspomniano o jego twarzy. Foster twierdziła, że stworzenie miało małą, śmieszną twarz, ale nie zauważyła dzioba .
Mothman miał pojawić się jeszcze niedaleko Mason w Wirginii Zachodniej, gdzie 27 listopada rzekomo ścigał młodą kobietę. Podobne wydarzenie miało rzekomo miejsce tego samego dnia w New Haven. Dziwna latająca istota goniła tam samochód prowadzony przez Connie Jo Carpenter. John Keel podaje, że kobieta po natknięciu się na istotę przez dwa tygodnie cierpiała na zapalenie spojówek, które spowodował najwyraźniej widok czerwonych, świecących oczu Mothmana . Doniesienia o spotkaniu z tą istotą pochodzi także z tego samego dnia, ale z St. Albans, gdzie miała widzieć go dwójka dzieci – Sheila Cain i jej młodsza siostra. Zgodnie z przedstawionym przez nie opisem stwór miał ok. 2,1 metra wysokości i wielkie, czerwone oczy. Dziewczynki miały przerażone zacząć uciekać przed Mothmanem, który wzbił się w powietrze i gonił je przez jakiś czas . 28 października natomiast Richard West z Charleston zaobserwował rzekomo postać przypominającą mu Batmana, siedzącą na dachu domu. Zgodnie z jego relacją stworzenie miało ok. 1,8 metra wysokości i skrzydła o rozpiętości niemal 2,5 metra. West twierdzi także, że istota miała duże czerwone oczy.

### Późniejsze relacje
Mothman pojawiał się rzekomo także w późniejszym czasie, choć rzadziej i – najczęściej – w mniej spektakularny sposób. 11 grudnia niedaleko Wilson Straight coś wielkiego miało przelecieć nad samochodem Katluyn Beaver. Kolejna obserwacja miała mieć miejsce 11 stycznia 1967, jak również kilkakrotnie później w tym samym roku.

Z 11 stycznia 1967 pochodzi natomiast relacja Mabel McDaniel (matki Lindy Scarberry), która utrzymywała, że o godzinie 5 rano widziała duże, uskrzydlone stworzenie unoszące się nad drogą nr 62: 

Myślałam, że to samolot, ale zdałam sobie sprawę z tego, że latało to o wiele za nisko. (...) To było brązowe i miało skrzydła o rozpiętości co najmniej 10 stóp. Myślę, że widziałam dwie nogi... takie jak u człowieka... zwisające z tego. Zatoczyło koło nad barem Tiny’s i odleciało.

 McDaniel zauważyła także, że istota wydawała się nie mieć ani głowy, ani szyi.

## Katastrofa mostu Silver Bridge

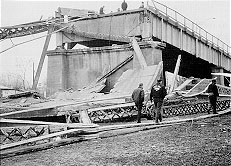
Ruiny mostu Silver Bridge w Point Pleasant po jego zawaleniu się 15 grudnia 1967

Relacje ze spotkań z Mothmanem jako pierwszy zapisywał amerykański ufolog i dziennikarz John Keel. Efektem jego pracy jest książka Mothman Prophecies (Przepowiednie człowieka-ćmy). Podczas wielu rozmów i wywiadów, jakie przeprowadził Keel podczas zbierania materiałów, stwierdził, iż obserwacje rzekomego Mothmana były tylko jednym z wielu dziwnych zjawisk, jakie miały miejsce w Point Pleasant i okolicach w ciągu 13 miesięcy na przełomie 1966 i 1967. Dziennikarz pisał o wielu relacjach z dostrzeżenia UFO, aktywności poltergeistów, wizytach ludzi w czerni i zagadkowych okaleczeniach zwierząt domowych. W 1967 Keel zaczął otrzymywać telefony od osób, które poznał w trakcie zbierania materiałów do książki. Twierdzili oni, że są w kontakcie z kosmitami, którzy przekazywali im przepowiednie dotyczące przyszłych wydarzeń. Pośród nich były wiadomości o zamachu na papieża i Roberta Kennedy’ego, a także o katastrofie mostu Silver Bridge w Point Pleasant. Mary Hyre, znajoma Keela, korespondentka gazety Messenger z Athens w Ohio przebywająca w Point Pleasant, opowiadała mu o swoim śnie, w którym zobaczyła ludzi tonących w rzece. O podobnych koszmarach nocnych doniosło mu kilka innych osób .
15 grudnia 1967 w Point Pleasant doszło do zawalenia się mostu Silver Bridge. Na miejscu zginęło 46 osób, a ciał dwojga nigdy nie odnaleziono. Kilka obserwacji Mothmana miało nastąpić tuż przed samą katastrofą. Analiza przeprowadzona przez amerykański Departament Transportu wykazała, że obluzowała się i wypadła jedna ze śrub mocująca ważny element konstrukcyjny mostu.

## Wyjaśnienia
Teorie próbujące wyjaśnić doniesienia o obserwacjach Mothmana można podzielić na kilka grup. Część z nich mówi o całkowicie zwyczajnej naturze tego zjawiska. Zgodnie z nimi za zagadkową istotę miały być brane np. znane nauce duże ptaki. Inne wyjaśnienia, tworzone przez kryptozoologów, wskazują na możliwość ujawnienia się nieznanego dotąd gatunku zwierzęcia. Zwolennicy istnienia UFO wiążą natomiast obserwacje Mothmana z niezidentyfikowanymi obiektami latającymi, widywanymi rzekomo w okolicach Point Pleasant.

### Ptaki

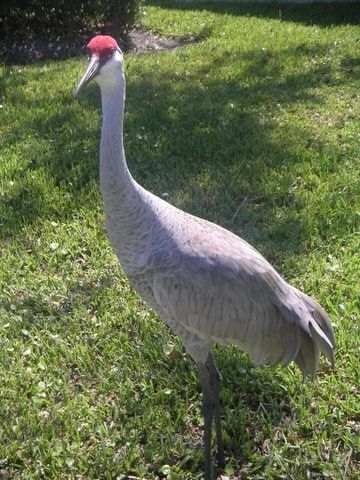
Żuraw kanadyjski (Grus canadensis)

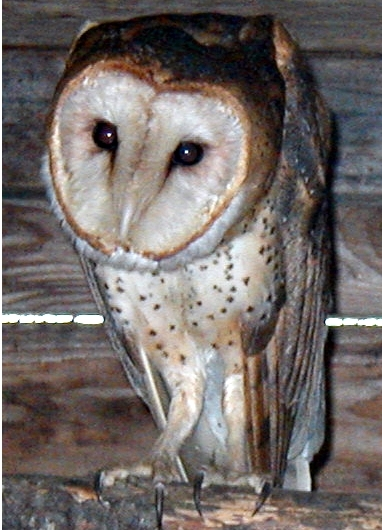
Płomykówka (Tyto alba)

Jednym z „kandydatów” do wyjaśnienia zagadki Mothmana jest żuraw kanadyjski. Gatunek ten charakteryzuje się czerwonymi plamami na głowie, które w pewnych okolicznościach mogłyby zostać wzięte za wielkie, czerwone oczy. Dorosłe osobniki tego gatunku mogą osiągać rozmiary zbliżone do przypisywanych Mothmanowi. Teoria o żurawiu kanadyjskim jako wyjaśnieniu fenomenu „człowieka-ćmy” przedstawił Robert Smith z wydziału biologicznego Uniwersytetu Wirginii Zachodniej. Jego propozycja została jednak podważona przez zoologów z Uniwersytetu Ohio, którzy wskazali na fakt, że obecność tego gatunku w Wirginii Zachodniej jest mało prawdopodobna, jako że preferuje on tereny położone bardziej na północ. Ponadto zarówno Roger Scarberry, jak i Mary Mallette, którym pokazano zdjęcia ptaka, zaprzeczyli, jakoby widzieli to zwierzę i uznali je za Mothmana. Scarberry powiedział nawet ironicznie: 

Chciałbym zobaczyć, jak ten żuraw goni nasz samochód

Wymieniana jest również sowa płomykówka, ze względu na „małpi” kształt przedniej części głowy, pozornie dużych, błyszczących oczu, nocny tryb życia, nadzwyczaj cichy lot i tendencję do zamieszkiwania opuszczonych budynków (takich jak fabryka TNT). Teoria ta nie wyjaśnia jednak powtarzającego się w opisach motywu błoniastych (nieopierzonych) skrzydeł, tajemniczych dźwięków, niezwykłej prędkości i sylwetki Mothmana.
Inni ptasi „kandydaci”, których obserwacje mogły stać się początkiem opowieści o Mothmanie, to sowa śnieżna lub sępnik urubu różowogłowy. Egzemplarz sowy śnieżnej (Bubo scandiacus) został zastrzelony przez rolnika o nazwisku Asa Henry w Gallipolis Ferry w Wirginii Zachodniej w grudniu 1966. Ptak ten zazwyczaj ma tułów długości ok. 60 cm, a rozpiętość skrzydeł średnio 1,6 m. Najczęściej zwierzęta tego gatunku zalatują nie dalej na południe jak do Michigan, ale pojedyncze osobniki odnajdywano nawet w Luizjanie, choć zazwyczaj w kiepskim stanie.
Kryptozoolog Mark A. Hall przedstawił teorię, iż Mothman może być dotąd nieznanym, wielkim gatunkiem sowy. Hall nazwał go „Bighoot”, na wzór innej kryptydy, Bigfoot: Big (ang. duży) + hoot (w języku angielskim słowo używane w celu naśladowania pohukiwania sowy). Zdaniem Halla podobne zwierzęta były obserwowane w całych wschodnich Stanach Zjednoczonych, w tym w Ohio i Wirginii Zachodniej. Na potwierdzenie swojej teorii podaje także, że ogromne sowy, nazywane „wielkimi głowami” lub „latającymi głowami”, pojawiają się w legendach Indian zamieszkujących dawniej oba stany (plemiona Irokezów, Tuscarora i Huronów) .
Urubu różowogłowy (Cathartes aura) z kolei, duży padlinożerny ptak, jest pospolity w letnie miesiące w Ohio i Wirginii Zachodniej. Zwierzęta te o długości ok. 60 cm i rozpiętości skrzydeł niemal 1,8 m mają wyraźnie czerwonawą, łysą głowę.

### John Keel iMothman Prophecies
Jako pierwszy sprawę Mothmana badał John Keel, który swoje rozmowy z rzekomymi świadkami zebrał w książce Mothman Prophecies. Uważa on, że Mothman to stworzenie hierarchicznie wyższe niż człowiek, posiadające „szósty zmysł”. Miały potwierdzać to okoliczności, w jakich pojawiał się „człowiek-ćma” – przed zawaleniem się mostu Silver Bridge. Keel w swojej książce znajduje zależności między Mothmanem, zdolnością prekognicji a innymi zjawiskami widzianymi w Point Pleasant i okolicach .

### Przybysz z innego wymiaru
Część teorii uznających Mothmana za realną istotę zakłada jej pozaziemskie pochodzenie. Według tych propozycji zarówno „człowiek-ćma”, jak i inne zagadkowe stworzenia, takie jak np. chupacabra, pochodzą z innego wymiaru. Zgodnie z tym wyjaśnieniem Mothman miał „wypaść” przez międzywymiarowe „okno” i znaleźć się w Point Pleasant. Według twórców tej teorii wyjaśniałoby to, dlaczego pojawił się tak nagle i zniknął w tak gwałtowny sposób.

### Ludzka psychika
Kolejne fale doniesień o rzekomych spotkaniach z różnymi „stworami” tłumaczone są często jako ataki zbiorowej histerii (mogącej powodować m.in. chwilowe załamanie prawidłowego postrzegania rzeczywistości), omamy wzrokowe lub przypadki pareidolii. Carl Sagan w swojej książce tłumaczącej większość relacji o spotkaniach z UFO i inne rzekomo niewyjaśnione wydarzenia procesami zachodzącymi w ludzkich głowach pisał: 

(...) wielokrotnie wykazano, że u 10 do 25 procent prawidłowo funkcjonujących osób co najmniej raz w okresie ich życia występowały rzeczywiste omamy (halucynacje) – słyszą głos, którego nie ma, lub widzą nieistniejące przedmioty. Rzadziej występują takie omamy, jak odczuwanie dziwnych zapachów, słyszenie muzyki lub otrzymywanie informacji w sposób niezależny od zmysłów.

Inne możliwe wytłumaczenie rzekomych obserwacji Mothmana, odnoszące się do ludzkiej psychiki, posługuje się pojęciem pareidolii. Zasadza się ona na naturalnym dążeniu człowieka do odnajdywania znajomych sygnałów w całkowicie przypadkowych bodźcach. Na tej podstawie można zakładać, że osoby, które przybywały w okolicy rzekomo zamieszkanej przez Mothmana, pragnąc ujrzeć nieznane stworzenie, w taki sposób interpretowały widok całkowicie naturalnego zjawiska lub zwierzęcia.

### Inne
Inne wyjaśnienia określają Mothmana jako istotę z kosmosu, zmutowane zwierzę lub człowieka, ducha albo demona. Do szczególnie ciekawych należy skojarzenie spotkań Mothmana, katastrofy mostu Silver Bridge i kilku innych tragicznych wydarzeń w Wirginii Zachodniej z indiańską klątwą rzuconą na te okolice dwa stulecia wcześniej. Wódz Cornstalk (Kolba Kukurydzy) rzekomo wezwał skrzydlatego demona zwiastującego katastrofy.

## Mothmanw popkulturze

### Filmy
- Książka Keela stała się podstawą do nakręcenia w 2002 filmu Mothman Prophecies (Przepowiednia).
- The Mothman’s Photographer seria DVD (2002–2006).
- Dark Wings – The Mothman Chronicle, reżyseria: Charles McCracken.
- Smakosz – tytułowym smakoszem jest latająca humanoidalna postać, mieszkająca w opuszczonej fabryce.

### Telewizja
- W jednym z odcinków amerykańskiego serialu dokumentalnego Paranormal State emitowanym na kanale A&E Ryan Buell i jego zespół badaczy spraw paranormalnych jadą do Point Pleasant w poszukiwaniu Mothmana. Choć nie znajdują żadnych dowodów na istnienie stworzenia, medium Chip Coffey stwierdza, że duchowa energia, z którą jest w kontakcie, nie jest odpowiedzialna za katastrofę mostu. Odcinek Paranormal State, którego głównym tematem był Mothman, został wyemitowany 3 marca 2008.
- W czwartym odcinku piątego sezonu serialu Z Archiwum X istota przypominająca Mothmana prześladuje bohaterów odcinka.
- W jednym z odcinków SciFi Investigates Mothman jest przedmiotem śledztwa.
- W 2006 Travel Channel wyprodukował film dokumentalny o potworze z Loch Ness, diable z New Jersey, Bigfoot i Mothmanie.
- W programie Unsolved Mysteries odcinek poświęcony Mothmanowi został wyemitowany w Lifetime Television 22 lipca 2002.
- W serialu animowanym Invader Zim postać Dib używa pseudonimu „Agent Mothman”.
- W serialu dokumentalnym Animal X emitowanym przez Discovery Channel Mothman został ukazany w odcinku pt. Thunderbirds.
- W odcinku nr 103 serialu Aqua Teen Hunger Force pt. In Bus of the Undead pojawia się postać o nazwie Mothmonsterman.
- W jednym z odcinków serialu animowanego SpongeBob Kanciastoporty pt. Night Light pojawia się postać Mothmana.
- W jednym z odcinków telewizyjnego serialu Martin Mystery, zatytułowanym Attack of the Mothman, tytułowy bohater, Martin, musi walczyć z Mothmanem. Stworzenie okazuje się zmutowanym studentem z francuskiego uniwersytetu. Cała historia nie ma nic wspólnego z amerykańską legendą.
- W piątym odcinku japońskiego animowanego serialu Ghost Hound Mothman jest przedstawiony jako przykład bytu transcendentalnego.
- Mothman jest jednym z ponadnaturalnych fenomenów badanych przez bohaterów kanadyjskiego serialu dokumentalnego Mystery Hunters emitowanego przez Discovery Kids.
- Mothman pojawia się w serialu animowanym „Ben Ten: Obca potęga” jako jeden z kosmitów z Omnitrixa, Ziąb.

### Gry komputerowe i fabularne
- Międzywymiarowa rasa kosmitów, wygląd których wzorowany jest na opisach Mothmana, pojawia się w grze fabularnej Dark•Matter.
- Mniej groźna wersja Mothmana występuje w grach Shin Megami Tensei III: Nocturne oraz Shin Megami Tensei: Persona na Sony Playstation 2.
- W Castlevania: Dawn of Sorrow na Nintendo DS Mothman jest jednym z trzech kryptozoologicznych potworów. Pojawia się jako włochata, czarna istota ze skrzydłami i dużymi oczami. Ten sam stwór pojawia się w Castlevania: Portrait of Ruin.
- Kilku zdeformowanych członków Klanu Gangrel z gry Wampir: Maskarada wzorowanych jest na Mothmanie. Posiadają oni zdolność jasnowidzenia, przewidując m.in. zabójstwo Roberta Kennedy’ego.
- Istoty przypominające Mothmana pojawiają się również w grze Contra II: The Alien Wars na Super Nintendo Entertainment System.
- Również w grze Conquer Online 2.0 pojawiają się postacie przypominające Mothmana. W grze tej występują pod nazwą „NightDevil”.
- Krążą pogłoski, że w grze Grand Theft Auto San Andreas można spotkać Mothmana, twórcy gry również dają to graczowi do zrozumienia na różne sposoby, jednak prawdopodobnie jego spotkanie jest tak naprawdę niemożliwe, gdyż żadnemu z graczy nie udało się dotychczas tego osiągnąć.
- W grze Fallout 76 można spotkać kilka odmian Mothmana, w tym nastawione przyjaźnie do gracza.